# Staatsarchiv Reggio Emilia
Das Staatsarchiv Reggio Emilia (Archivio di Stato Reggio Emilia) befindet sich am Corso Cairoli in Reggio nell’Emilia im Norden Italiens und ist eines der führenden Archive der Region. Direktorin ist Paola Meschini. 

## Geschichte, Bestände
1887 wurde in Reggio Emilia ein archivio generale provinciale eingerichtet, das für die Provinz zuständig war. 1892 wurde es in ein Staatsarchiv umgewandelt.
Einen der ältesten Bestände stellt das archivio storico comunale, das historische Stadtarchiv dar, dessen Bestände bis in das Hochmittelalter zurückreichen, als die Kommunen Oberitaliens ihre Freiheiten errangen. Daher sind die Bestände von großer Kontinuität und reichen bis zur Auflösung des Ancien Régime.
Die Dokumente, die sich auf die Außenpolitik der Kommune beziehen, reichen bis 882 zurück. Zu den bedeutendsten Stücken gehört der Liber Grossus Antiquus oder Liber Pax Constantiae (12. Jahrhundert – 1352) mit Kopien von Dokumenten aus dem Jahr 962.
Der sogenannte Carteggio del Reggimento, also der Behörde, die in Reggio Emilia die Herrschaft des Signore repräsentierte, der ein eigener governatore vorstand, reicht bis 1372 zurück und damit in die Zeit der Visconti. Der Carteggio umspannt aber auch die Herrschaft der Este bis 1796. Zeitlich schließen sich die Atti di Protocollo Generale an, die die Zeit bis 1897 umfassen. Im Staatsarchiv befinden sich auch die Archive der Kommunen Scandiano (1429–1893), Brescello (1503–1902) und Carpineti (1807 – 20. Jh.).
Ebenfalls von großer Kontinuität, von 1271 bis 1946, sind die verschiedenen Rechtsinstitute der Stadt und des Dukats, wie etwa des Tribunale civile, der Corte di giustizia civile e criminale und der napoleonischen Friedensgerichte, des Tribunale di giustizia und der Giusdicenze della Restaurazione, bis hin zu den heutigen Gerichtshöfen. Ähnliches gilt für die politischen Institutionen.
Bereits 1365 setzen die Notarsarchive ein (bis 19. Jh.), während die Finanzarchive erst 1783 einsetzten, dabei umfassen diese Dokumente von 1704 bis 1985.
Die Fonds der Handwerkerkorporationen bieten die Statuten fast aller Zünfte, wobei diejenigen der Arte della lana e del panno bis 1390, die der Notare sogar bis 1274 zurückreichen. Zu den bedeutendsten Beständen zählen darüber hinaus die Archive der kirchlichen Einrichtungen, aber auch der frommen Stiftungen, der Hilfseinrichtungen und der Hospitäler. Die älteste dieser Einrichtungen ist das Istituto dei SS. Pietro e Matteo e Opera pia Calcagni (1198–1960). Auch die aufgelösten Institute haben ihre Bestände dem Staatsarchiv überlassen, wie die Klöster S. Tommaso (943–1783) oder SS. Pietro e Prospero, dessen Archiv ein kopiertes Dokument von 594 bietet, und dessen ältestes Original eine pergamentene Schenkungsurkunde von 806 ist.
Überaus weit zurück reichen auch Familienarchive, wie die der Cassoli-Guastavillani (1063 – 19. Jh.) oder der Malaguzzi-Valeri (1325 – 19. Jh.), der Familie der Daria, der Mutter des Ludovico Ariosto (1474–1533).
Das Archiv der jüdischen Gemeinde der Stadt setzt 1413 ein, als Juden in die Kommune geholt wurden, um dort Banken zu führen. Der Fonds endet mit dem Jahr 1875.

## Bibliothek
Die Bibliothek des Hauses geht auf zwei private Zuwendungen zurück, nämlich die Schenkung der Familie Malaguzzi-Valeri, sowie der Bestand, den die Kommune 1918 den Erben des Alberto Catellani abkaufte, eines Sammlers und Lokalhistorikers, der auch Ende des 19. Jahrhunderts das Staatsarchiv leitete, wie wenige Jahre zuvor Ippolito Malaguzzi-Valeri. Luciana Bonilauri gab 1993 einen Katalog zu diesen Beständen heraus, die Werke des 16. Jahrhunderts umfassen, aber auch Handschriften lokalen Charakters, Periodika sowie eine kleine Sammlung von Drucken, die eine erhebliche Bedeutung für die Lokalgeschichte vom 17. bis zum 19. Jahrhundert haben.
Insgesamt weist der Katalog 18.000 Einträge auf, wobei es sich vor allem um historische Werke handelt, sowie um solche der benachbarten Wissenschaften, wie der Paläografie, der Diplomatik, der Sphragistik und Vexillologie, der Archivlehre sowie die Zuwendungen ehemaliger Nutzer des Archivs.